# 北海道道964号板谷蕗之台线
北海道道964号板谷蕗之台线（日语：北海道道964号板谷蕗ノ台線）是一条计划连结北海道上川综合振兴局管内中川町和幌加内町的普通道级道路（北海道道）。
由于营运效益未达预期等因素，2004年（平成16年）被中止未开工路段的建設，仅启用了中川町内約10千米的路段和幌加内町内約8千米的路段。

## 道路概况
- 起点：北海道中川郡中川町板谷
- 終点：北海道雨龙郡幌加内町蕗之台
- 总距离：18.3千米

## 经过的自治体
- 上川综合振興局
  - 中川郡中川町
  - 雨龙郡幌加内町

## 主要连接道路
- 北海道道118号美深中川线（起点）
- 北海道道218号板谷佐久停车场线（起点）
- 北海道道688号名寄远别线（终点）

## 历史
- 1978年（昭和53年）10月14日 - 路線勘定（北海道告示第3065号）
- 2004年（平成16年）6月 - 未开工路段的建設中止。已开通的路段目前仍然保持未贯通状态，两个町側的路段各自作为北海道道964号运营。